# Kristin Gierisch
Kristin Gierisch (* 20. August 1990 in Zwickau, DDR) ist eine ehemalige deutsche Leichtathletin, die sich auf den Dreisprung spezialisiert hatte.

## Berufsweg
2012 begann Kristin Gierisch eine Ausbildung bei der Bundespolizeisportschule Kienbaum, der Spitzensportfördereinrichtung der Bundespolizei für Sommer- und Ganzjahressportarten. Sie ist Polizeikommissarin, seit sie bis Ende Februar 2021 eine Ausbildung für den gehobenen Polizeivollzugsdienst absolvierte. 2024 beendete Kristin Gierisch ihre Karriere als Leistungssportlerin. Seit 1. Oktober 2024 arbeitet sie als Oberkommissarin in Berlin.

## Sportliche Karriere
In der vierten Klasse kam Gierisch durch ihre Mathematiklehrerin zum SV Vorwärts Zwickau und verschrieb sich ab 2006 dem Dreisprung.
2007 wurde sie Deutsche U18-Meisterin und erreichte bei den Jugendweltmeisterschaften in Ostrava den sechsten Platz. 2009 gewann sie die Deutsche U20- und die U23-Meisterschaft. Dabei sprang sie mit 14,02 Meter Deutschen Jugendrekord. Bei den Junioreneuropameisterschaften in Novi Sad kam sie auf Rang fünf. Bei den Deutschen Juniorenmeisterschaften 2010 in Regensburg erlangte sie die Vizemeisterschaft. 2011 erreichte Gierisch bei den U23-Europameisterschaften das Finale, wo sie aber verletzungsbedingt nicht antrat.
2012 wurde Gierisch wieder U23-Meisterin und im Erwachsenenbereich erstmals Deutsche Meisterin in der Halle. Sie erreichte dabei in Karlsruhe eine Weite von 14,19 Meter. Kurz darauf nahm sie an den Hallenweltmeisterschaften in Istanbul teil, wo sie in der Qualifikation ausschied.
2014 und 2015 holte sich Gierisch die deutschen Meistertitel sowohl in der Halle als auch im Freien. Bei den Halleneuropameisterschaften 2015 in Prag erreichte sie den 4. Platz.
2016 wurde sie in der Halle wie im Freien Deutsche Vizemeisterin, in Portland (Oregon) mit 14,30 Meter Hallen-Vizeweltmeisterin und erfüllte beim Springer-Meeting am 22. Mai in Garbsen die Norm für die Olympischen Spiele in Rio de Janeiro, wo sie im Finale mit 13,96 m auf den 11. Platz kam.
2017 holte sich Gierisch in Leipzig den Titel der Deutschen Hallenvizemeisterin und in Belgrad mit Saisonbestleistung von 14,37 m den der Halleneuropameisterin. Im nordfranzösischen Lille wurde sie Team-Europameisterin. Im Dreisprung holte sie für die deutsche Mannschaft mit dem 2. Platz zehn Punkte. Bei den Deutschen Meisterschaften 2017 in Erfurt gewann Gierisch zum dritten Mal den deutschen Meistertitel in dieser Disziplin und stellte mit 14,40 m eine neue persönliche Bestleistung auf. Bei den Weltmeisterschaften in London kam sie auf den 5. Platz.
2018 konnte Gierisch in der Hallensaison verletzungsbedingt keinen Wettkampf bestreiten. In Nürnberg wurde sie Deutsche Vizemeisterin. Bei den Europameisterschaften in Berlin errang sie mit persönlicher Bestleistung von 14,45 m die Silbermedaille. Beim Continental Cup in Ostrava belegte Gierisch mit der europäischen Mannschaft den 2. Rang, wozu sie mit einem 6. Platz im Einzel beitrug.
Am 10. Februar 2019 verbesserte Gierisch den sieben Jahre alten deutschen Hallenrekord von Katja Demut um 12 cm auf 14,59 m. Die folgenden Halleneuropameisterschaften in Glasgow verpasste sie auf Grund einer im Abschlusstraining erlittenen Knieverletzung. Bei ihrem ersten Wettkampf in der Freiluftsaison am 2. Juni in Garbsen sprang sie nach Versuchen auf bereits 14,50 m und 14,44 m im letzten Versuch 14,61 m weit und steigerte damit den ebenfalls zuvor von Demut gehaltenen deutschen Freiluftrekord um 4 cm.
2020 war Gierisch in der Hallensaison noch nicht wieder in der Form von 2019, konnte aber Deutsche Hallen-Vizemeisterin werden.

## Vereinszugehörigkeiten und Trainer
Seit 1. Januar 2021 startet Gierisch für den TSV Bayer 04 Leverkusen mit Trainer Charles Friedek. Ihr erster Verein war der SV Vorwärts Zwickau von dem sie zum LAC Erdgas Chemnitz wechselte.

## Ehrungen
- 2018 als „Sportlerin des Jahres“ von Chemnitz mit dem Chemmy ausgezeichnet.[10]

## Bestleistungen
(Stand: 23. Oktober 2020)
Halle
- 60-Meter-Lauf: 7,59 s am 12. Februar 2012 in  Leipzig
- Weitsprung: 6,46 m am 17. Januar 2015 in  Chemnitz
- Dreisprung: 14,59 m am 10. Februar 2019 in  Chemnitz

Freiluft
- Weitsprung: 6,21 m (−0,7 m/s) am 31. Mai 2014 in  Weinheim
- Dreisprung: 14,61 m (−0,4 m/s) am 2. Juni 2019 in  Garbsen

## Erfolge
Im Dreisprung wurde sie:
national
- 2007: Deutsche Jugendmeisterin (U18)
- 2009: Deutsche Jugend- (U20) und Juniorenmeisterin (U23)
- 2010: Deutsche Juniorenmeisterin (U23)
- 2012: Deutsche Hallenmeisterin und Deutsche Juniorenmeisterin
- 2012: 3. Platz der Deutschen Meisterschaften
- 2013: 2. Platz der Deutschen Meisterschaften (Halle und Freiluft)
- 2014: Zweifache Deutsche Meisterin (Halle und Freiluft)
- 2015: Zweifache Deutsche Meisterin (Halle und Freiluft)
- 2016: Zweifache Deutsche Vizemeisterin (Halle und Freiluft)
- 2017: Deutsche Vizemeisterin (Halle)
- 2017: Deutsche Meisterin (Freiluft)
- 2018: Deutsche Vizemeisterin (Freiluft)
- 2019: Deutsche Meisterin (Halle)
- 2020: Deutsche Vizemeisterin (Halle)
- 2023: 3. Platz der  Deutschen Hallenmeisterschaften

international
- 2014: 9. Platz bei den Europameisterschaften in Zürich
- 2015: 4. Platz bei den Halleneuropameisterschaften in Prag
- 2015: 8. Platz bei den Weltmeisterschaften in Peking
- 2016: Hallen-Vizeweltmeisterin in Portland
- 2016: 11. Platz bei den Olympischen Spielen in Rio de Janeiro
- 2017: Halleneuropameisterin in Belgrad
- 2017: Team-Europameisterin in Lille, gleichzeitig 2. Platz im Dreisprung
- 2017: 5. Platz bei den Weltmeisterschaften in London
- 2018: 2. Platz Continental Cup in Ostrava (Europäische Mannschaft, 6. Platz einzel)